# Tisuću i jedna noć
Knjiga Tisuću i jedne noći (perzijski: هزار و یک شب Hazār-o Yak Šab, arapski: كتاب ألف ليلة وليلة Kitāb 'Alf Layla wa-Layla, turski: Binbir Gece), također poznata kao Tisuću i jedna noć, 1001 Arapske noći (Arapske noći), uokvirena je brojnih autora. Iako originalna verzija nikad nije pronađena, nekoliko verzija datira njezino porijeklo negdje između 800. i 900. godine.
Ono što je, kao kod uokvirenih novela, isto u svim pričama Tisuću i jedne noći jest osnovna priča o perzijskom kralju Šahrijaru (perzijski:شهريار Šahrijār), i perzijskoj kraljici Šeherezadi (perzijski: شهرزاد Šahrzād) koja svom mužu 1001 noć priča priče prekidajući ih na najzanimljivijem dijelu kako bi odbila njegovu namjeru da ju ubije. Kralj Šahrijar, otkrivši nevjernost svoje bivše žene, daje ju ubiti i proglašava sve žene nevjernima. Nakon toga se ženi nizom djevica samo kako bi ih sve dao ubiti sljedećeg jutra. Šeherezada se pristane udati za njega i, na njihovu bračnu noć, ispriča mu priču ali ju ne završi. Kralj je tako prisiljen da je održi na životu dok ne čuje kraj priče. Sljedeće noći, čim je završila prvu, Šeherezada započne novu priču, koju ne završi, i tako kroz 1001 noć.
Neke od priča iz "Tisuću i jedne noći", poput Aladinove čarobne svjetiljke, Ali Babe i četerdeset razbojnika ili Sedam putovanja Sindbada moreplovca, koje su gotovo sigurno originalne orijentalne narodne priče, nisu dio Arapskih noći, već su ih u kolekciju dodali Antoine Galland i drugi europski prevoditelji. Inovativan i bogat poetični govor, pjesme, lamentacije, napjevi, himne, molitve, hvale i zagonetke Šeherezade i likova njene priče jedinstveni su u arapskoj inačici knjige.

## Vanjske poveznice
- Tisuću i jedna noć Hrvatska enciklopedija. LZMK
- www.najboljeknjige.com – Tisuću i jedna noć